# اندیس تراورتن طوره ماکو (علیرضا میرزایی)
تراورتن طوره ماکو(علیرضا میرزایی) یک اندیس مصالح ساختمانی است که در حوالی شهر ماکو استان آذربایجان غربی قرار دارد و مادهٔ معدنی موجود در آن، تراورتن است.  